# Дунсін
Дунсін (кит. спр. 东兴市, піньїнь: Dōngxīng Shì) — прикордонне місто-повіт у Гуансі-Чжуанському автономному районі, складова міста Фанченган.

## Географія
Дунсін лежить у місці впадіння річки Бейлунь до Південнокитайського моря, має берегову лінію довжиною 50 кілометрів.

### Клімат
Місто знаходиться у зоні, котра характеризується вологим субтропічним кліматом. Найтепліший місяць — липень із середньою температурою 28 °C. Найхолодніший місяць — січень, із середньою температурою 15,1 °С.
| Клімат Дунсіна                                   | Клімат Дунсіна | Клімат Дунсіна | Клімат Дунсіна | Клімат Дунсіна | Клімат Дунсіна | Клімат Дунсіна | Клімат Дунсіна | Клімат Дунсіна | Клімат Дунсіна | Клімат Дунсіна | Клімат Дунсіна | Клімат Дунсіна | Клімат Дунсіна |
| Показник                                         | Січ.           | Лют.           | Бер.           | Квіт.          | Трав.          | Черв.          | Лип.           | Серп.          | Вер.           | Жовт.          | Лист.          | Груд.          | Рік            |
| Середній максимум, °C                            | 18,8           | 19,2           | 22,9           | 26,1           | 29,8           | 31,2           | 31,5           | 31,6           | 31,4           | 29,1           | 25,5           | 21,8           | 26,6           |
| Середня температура, °C                          | 15,1           | 16             | 18,9           | 22,9           | 26,1           | 27,7           | 28             | 27,7           | 26,9           | 24,3           | 20,5           | 16,9           | 22,4           |
| Середній мінімум, °C                             | 12,6           | 13,8           | 16,7           | 20,5           | 23,5           | 25,1           | 25,2           | 24,9           | 23,8           | 21,1           | 17,1           | 13,6           | 19,8           |
| Норма опадів, мм                                 | 46.8           | 51.4           | 69.9           | 151.2          | 325.8          | 463            | 570.9          | 537.8          | 303.4          | 175.2          | 56.9           | 32.6           | 2784.9         |
| Днів з опадами                                   | 12,7           | 15,1           | 16,2           | 15,4           | 16,8           | 19,3           | 21,8           | 19,7           | 13,6           | 10,7           | 7,3            | 7,4            | 176            |
| ------------------------------------------------ | -------------- | -------------- | -------------- | -------------- | -------------- | -------------- | -------------- | -------------- | -------------- | -------------- | -------------- | -------------- | -------------- |
| Джерело: Короткий опис Дунсіна на weather.com.cn |                |                |                |                |                |                |                |                |                |                |                |                |                |